# 陶岭镇
陶岭乡，是中华人民共和国湖南省永州市新田县下辖的一个乡镇级行政单位。

## 行政区划
陶岭乡下辖以下地区：
大坪村、郑家村、周家村、陶市村、富上村、樟美村、仁干村、门背村、东山岭村、楼下村、刘何村、上马村、李家村、郑溪村、溪子脚村、石塘村、牛塘村、大村、胡头村、田心村、田美村、尼龙村和禾仓村。